# Johan 6. af Anhalt-Zerbst
Fyrst Johan 6. af Anhalt-Zerbst (tysk: Johann VI., Fürst von Anhalt-Zerbst; 24. marts 1621 – 4. juli 1667) var fyrste af det tyske fyrstendømme Anhalt-Zerbst fra 1621 til sin død i 1667.

## Eksterne links
- Wikimedia Commons har flere filer relateret til Johan 6. af Anhalt-Zerbst
- Slægten Askaniens officielle hjemmeside Arkiveret 21. august 2018 hos  Wayback Machine
- F. Siebigk: Johann von Anhalt-Zerbst i Allgemeine Deutsche Biographie (ADB) (ses på  tysk Wikisource)

| Johan 6.Huset AskanienFødt: 24. marts 1621 Død: 4. juli 1667 |                                     |                             |
| Titler som regent                                            |                                     |                             |
| Foregående: Rudolf 1.                                        | Fyrste af Anhalt-Zerbst 1621 – 1667 | Efterfølgende: Karl Vilhelm |